# Raïon de Krementchouk
Le raïon de Krementchouk (en ukrainien : Кременчуцький район) est un raïon (district) dans l'oblast de Poltava en Ukraine. Avec la réforme administrative de l'Ukraine, le 19 juillet 2020 le raïon s'étend au détriment de ses voisins.

## Lieux d'intérêt
Le Parc national de la Soula inférieure.

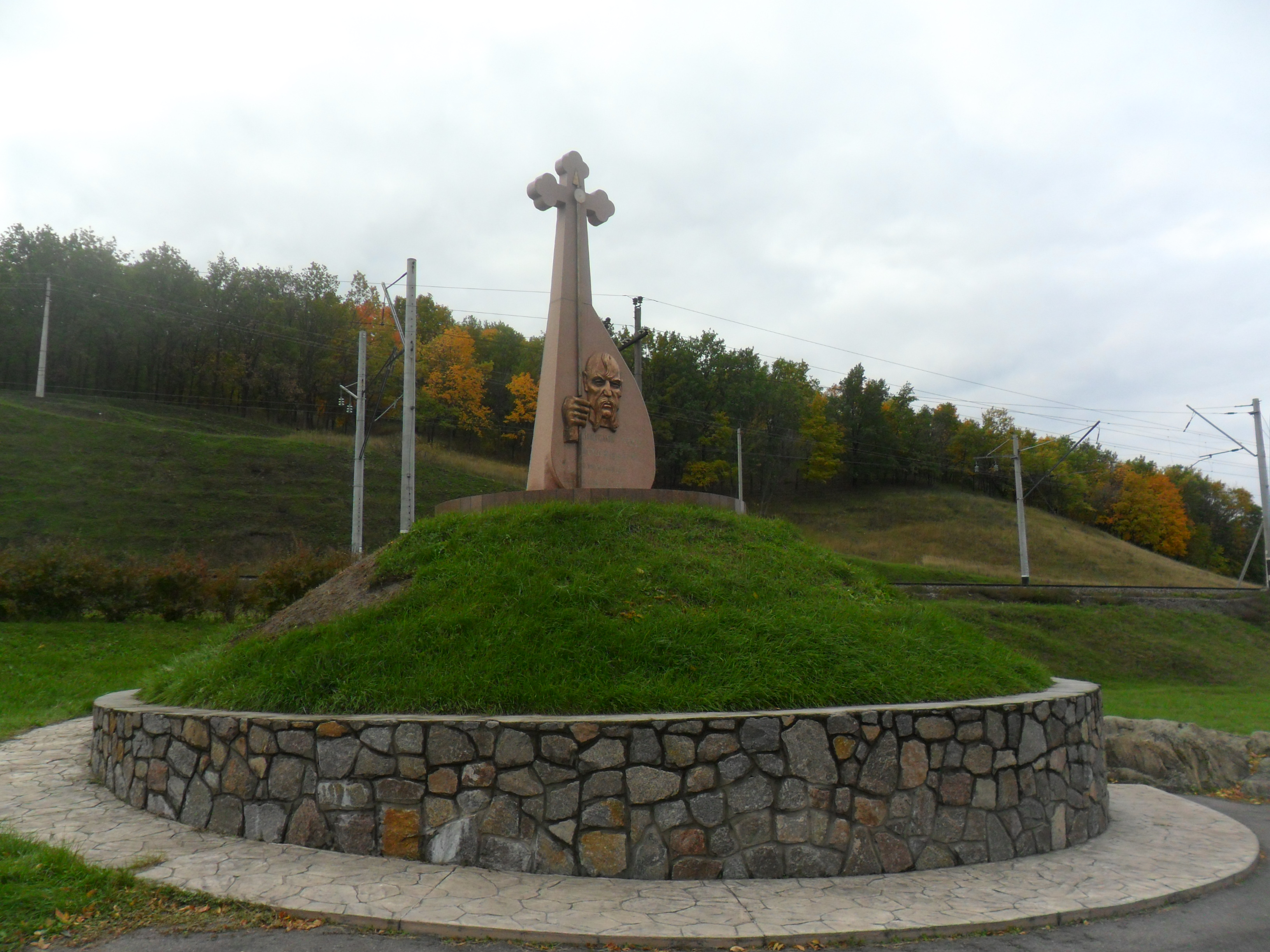
Monument à la bataille du lac de Kouroukiv en 1625, classée[1],
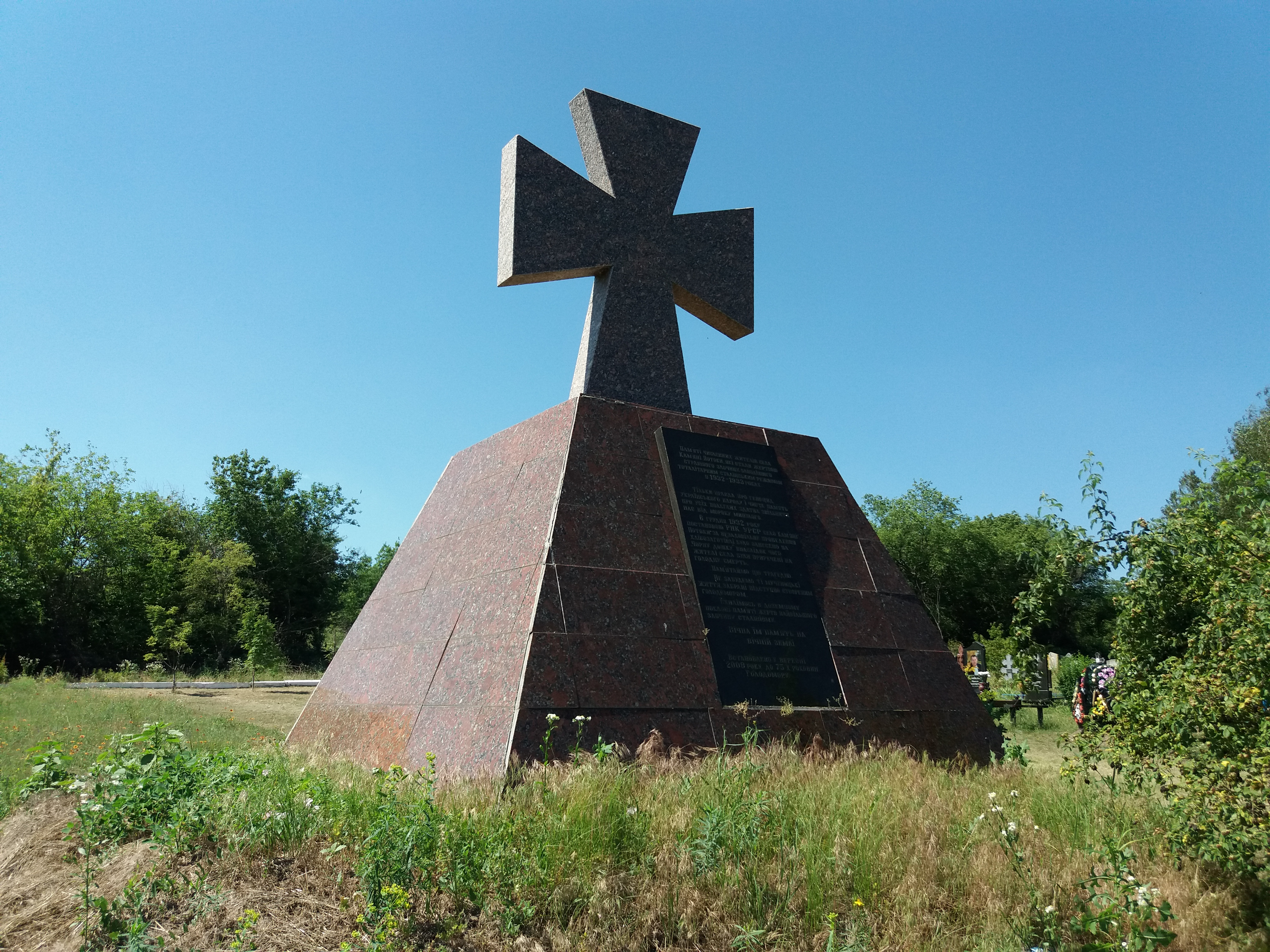
mémorial de l'Holodomor, classée[2],
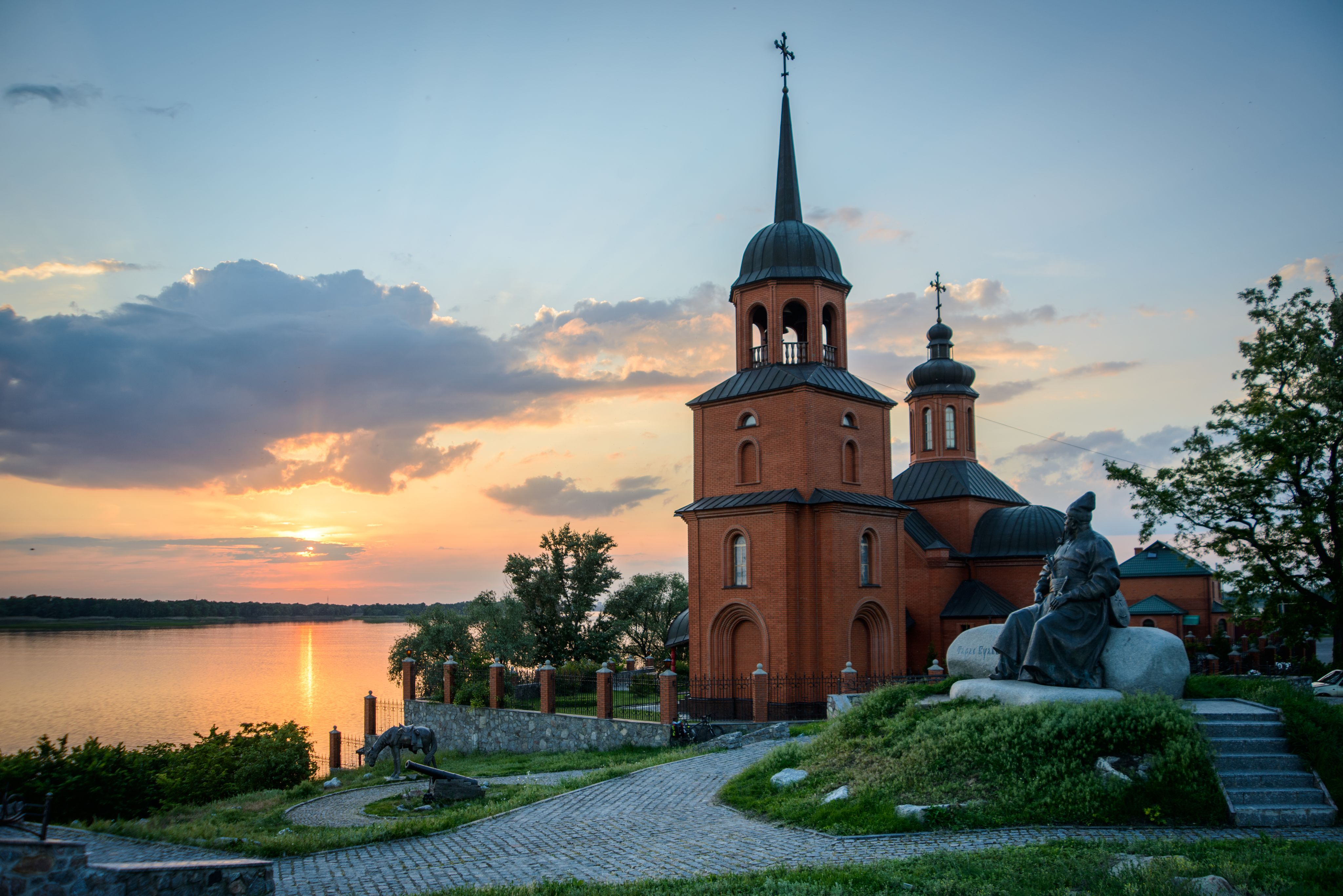
mémorial à Taras Boulba, classée[3] à Keleberda,
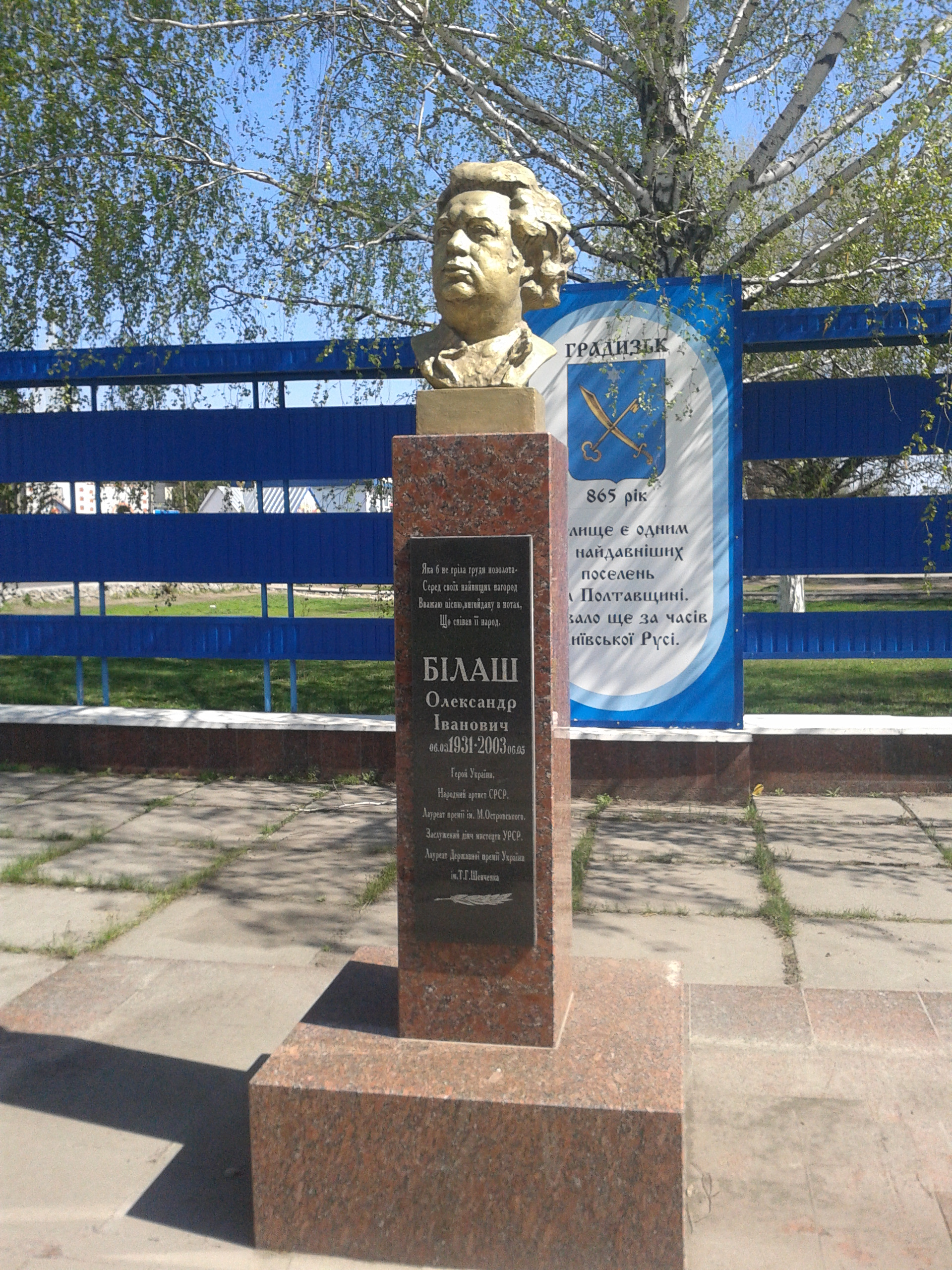
buste d'Olexandre Bilach à Hradyzk,
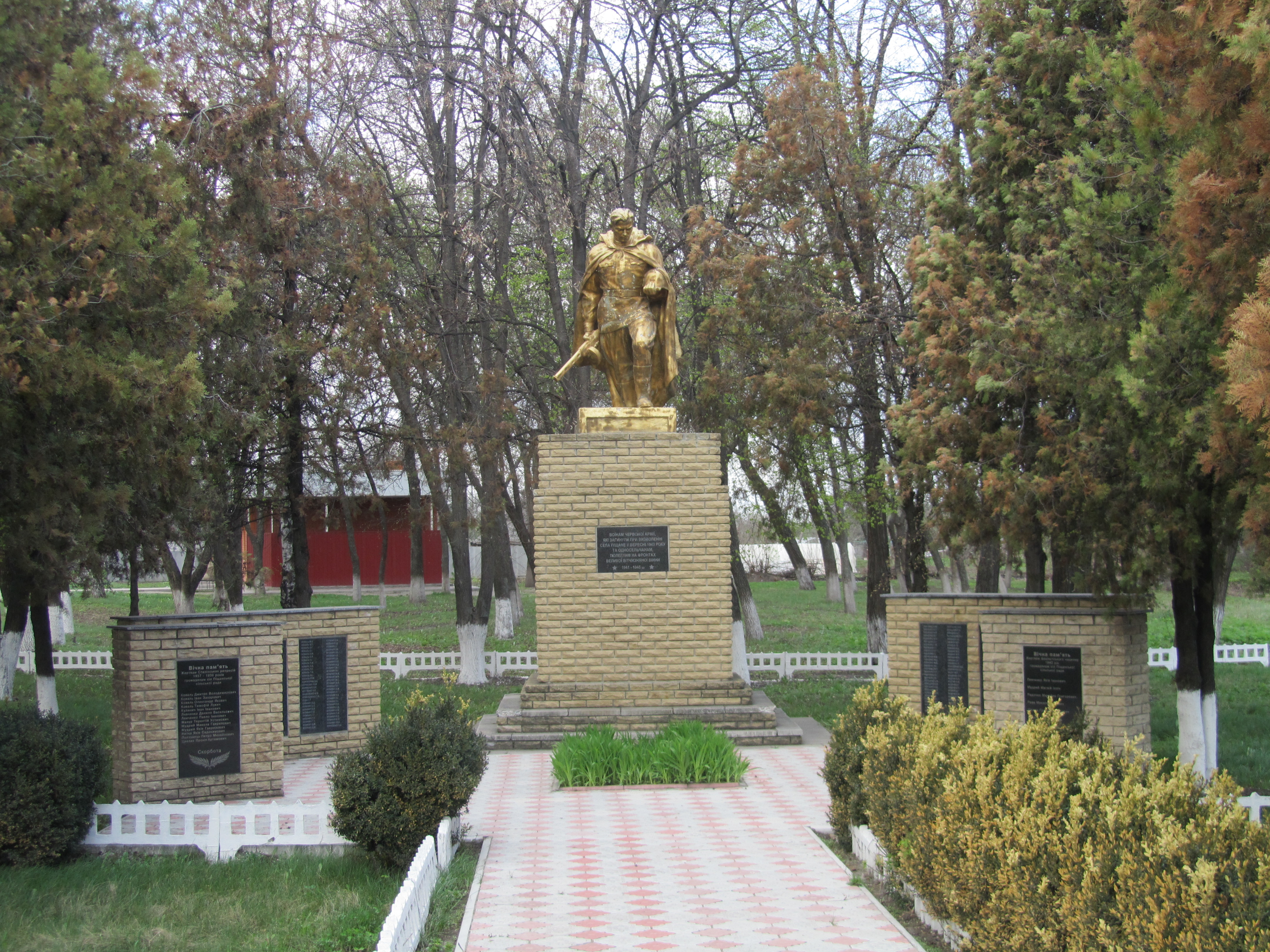
nécropole à Pilchtchane, classée
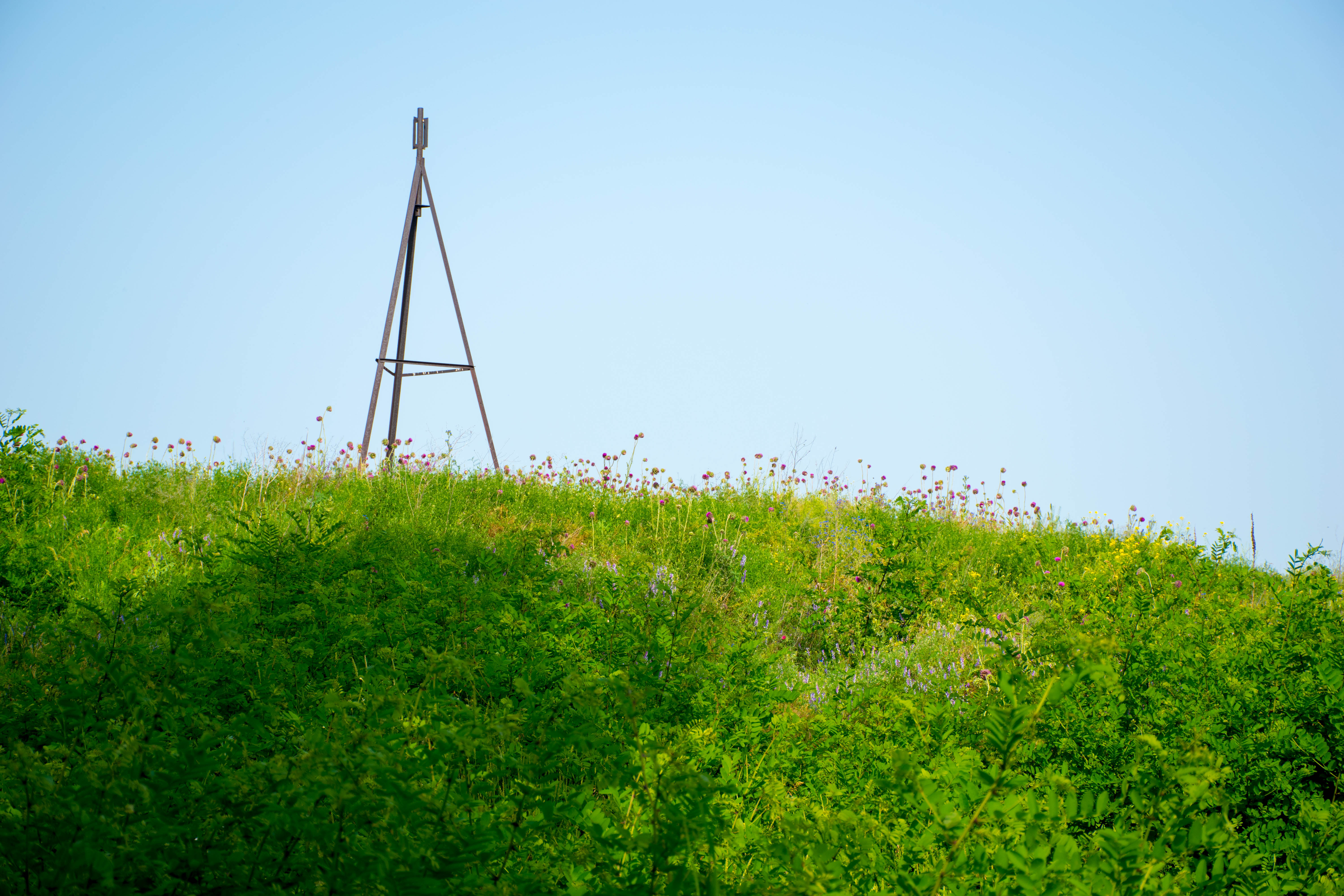
kourgan, classée[5].